# Morelos kommun, delstaten Mexiko
Morelos, tidigare San Bartolomé de Morelos, är en kommun i Mexiko bildad den 8 oktober 1874. Den ligger i den nordvästra delen av Mexiko och tillhör regionen Atlacomulco. 
Huvudorten i kommunen heter San Bartolo Morelos, medan kommunens folkrikaste samhälle är Santa Clara de Juárez. Morelos hade 33 164 invånare år 2020, en ökning från de 28 426 invånare som rapporterades vid folkmätningen 2010. Kommunens area är 236,32 kvadratkilometer, vilket är 0.99 procent av delstatens totala area.